# Leo Rossi
Leo Rossi (Trenton, 26 giugno 1946) è un attore statunitense.
È marito dell'attrice Lynn Eastman.

## Filmografia parziale

### Attore

#### Cinema
- Mister Miliardo (Mr. Billion), regia di Jonathan Kaplan (1977)
- Il signore della morte (Halloween II), regia di Rick Rosenthal (1981)
- Il cuore come una ruota (Heart Like a Wheel), regia di Jonathan Kaplan (1983)
- I ragazzi del fiume (River's Edge), regia di Tim Hunter (1986)
- La vedova nera (Black Widow), regia di Bob Rafelson (1987)
- Mamma ho acchiappato un russo (Russkies), regia di Rick Rosenthal (1987)
- Leonard salverà il mondo (Leonard Part 6), regia di Paul Weiland (1987)
- Sotto accusa (The Accused), regia di Jonathan Kaplan (1988)
- Hit List - Il primo della lista (Hit List), regia di William Lustig (1989)
- Senza limiti (Relentless), regia di William Lustig (1989)
- Maniac Cop - Il poliziotto maniaco (Maniac Cop 2), regia di William Lustig (1990)
- I dannati di Hollywood (Where the Day Takes You), regia di Marc Rocco (1992)
- Runaway Daughters, regia di Joe Dante (1994)
- Soli contro il crimine (Raw Justice), regia di David A. Prior (1994)
- L'assalto (The Assault), regia di Jim Wynorski (1998)
- Terapia e pallottole (Analyze This), regia di Harold Ramis (1999)
- Un corpo da reato (One Night at McCool's), regia di Harald Zwart (2001)
- Looney Tunes: Back in Action, regia di Joe Dante (2003)
- 10th & Wolf, regia di Robert Moresco (2006)
- Gotti - Il primo padrino (Gotti), regia di Kevin Connolly (2018)

#### Televisione
- Storie incredibili (Amazing Stories) - serie TV, episodio 1x08 (1985)
- La signora in giallo (Murder, She Wrote) - serie TV, episodio 8x22 (1992)
- E.R. - Medici in prima linea (ER) - serie TV, 2 episodi (1999-2000)
- Senza traccia (Without a Trace) - serie TV, 1 episodio (2006)

### Sceneggiatore
- Gotti - Il primo padrino (Gotti), regia di Kevin Connolly (2018)

## Doppiatori italiani
Nelle versioni in italiano delle opere in cui ha recitato, Leo Rossi è stato doppiato da:
- Renato Cortesi in Fast Getaway - In fuga con papà, Ancora in fuga con papà
- Rodolfo Bianchi ne Il signore della morte
- Enzo Avolio in Colpo grosso a Little Italy
- Teo Bellia in Sotto accusa
- Massimo Corvo in Maniac Cop - Il poliziotto maniaco
- Oliviero Dinelli in La signora in giallo
- Stefano Mondini in Terapia e pallottole
- Roberto Draghetti in E.R. - Medici in prima linea
- Renato Cecchetto in Gotti - Il primo padrino